# Powiat Karwina

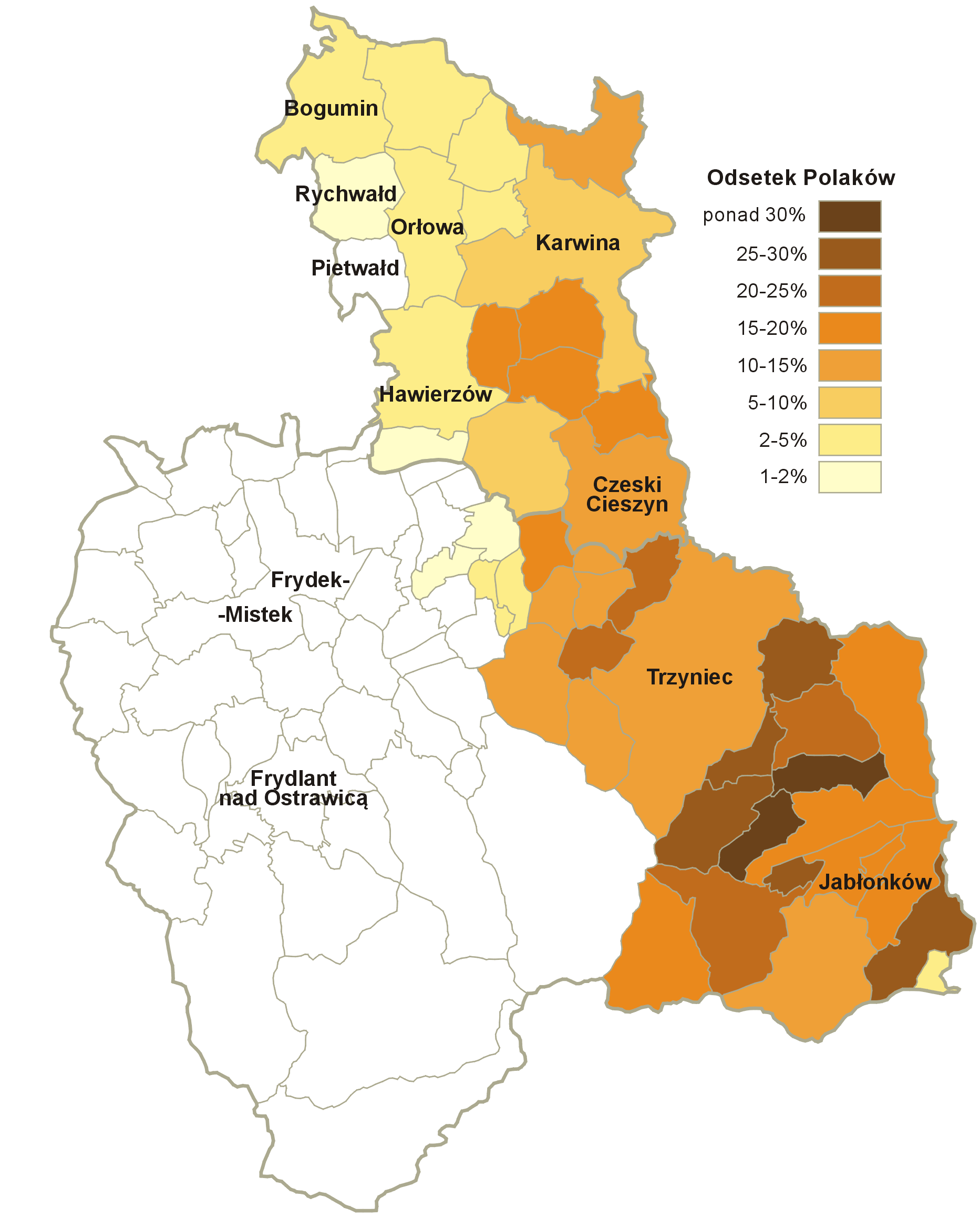
Odsetek Polaków w gminach (obec) okręgu Frydek-Mistek i Karwina na podstawie spisu powszechnego z 2011 r.

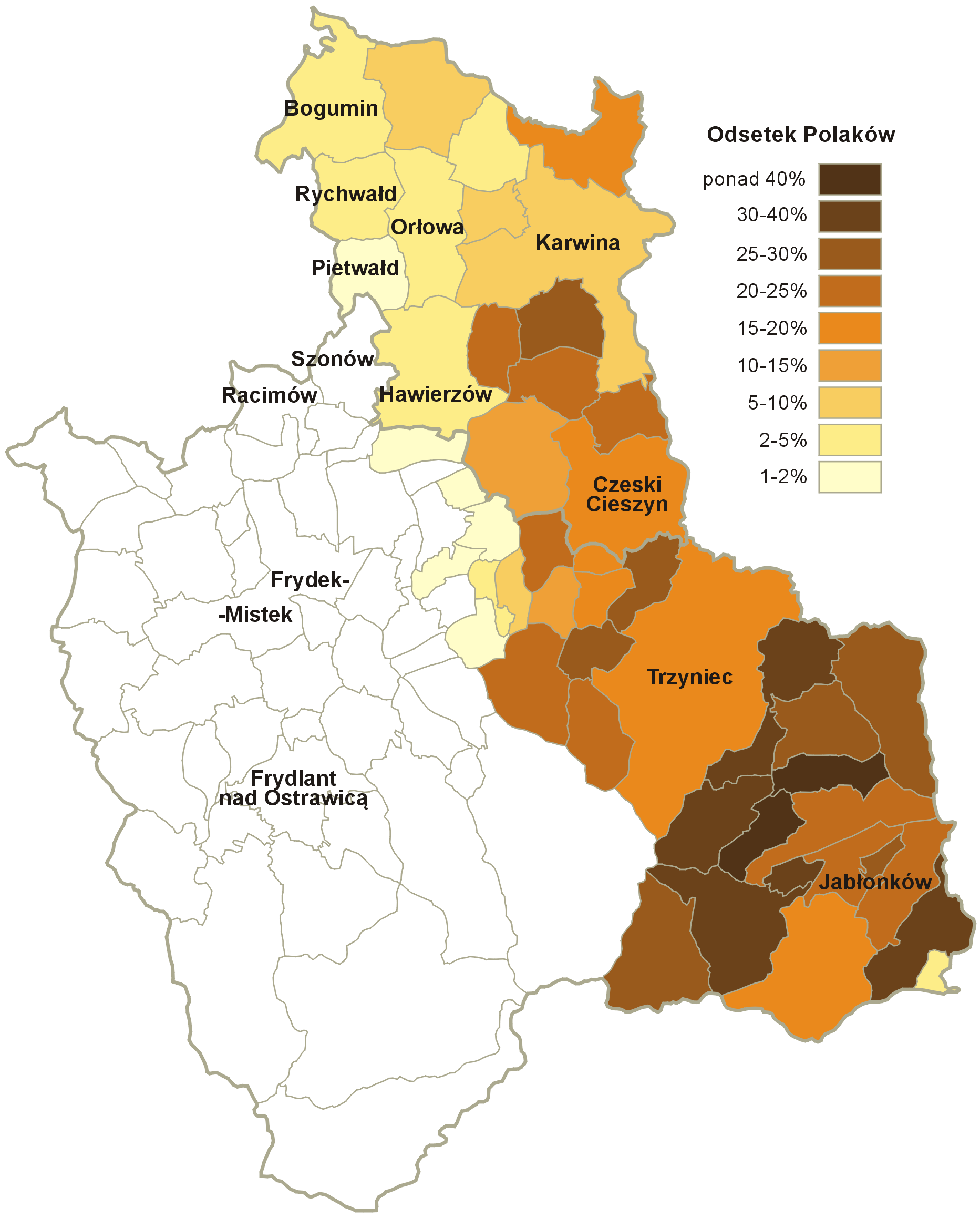
Odsetek Polaków w gminach (obec) okręgu Frydek-Mistek i Karwina na podstawie spisu powszechnego z 2001 r.

Powiat Karwina (czes. Okres Karviná) – powiat w Czechach, w kraju morawsko-śląskim. Został utworzony w wyniku reform administracyjnych w 1960 na obszarze dawnego powiatu frysztackiego.
Jego siedziba znajduje się w mieście Karwina. Powierzchnia powiatu wynosi 356,24 km², zamieszkuje go 273 173 osób (gęstość zaludnienia wynosi 766,72 mieszkańców na 1 km²). Powiat ten liczy 17 miejscowości, w tym 7 miast. W 2001 teren powiatu zamieszkiwały liczne mniejszości narodowe stanowiące łącznie 17,8% populacji, w tym ok. dziewiętnastotysięczna polska (6,8%), szesnastotysięczna słowacka (5,7%), trzyipółtysięczna morawska (1,3%), dwutysięczna śląska (0,7%), resztę stanowili głównie Niemcy, Romowie, Ukraińcy i Wietnamczycy.
Od 1 stycznia 2003 powiaty nie są już jednostką podziału administracyjnego Czech. Podział na powiaty zachowały jednak sądy, policja i niektóre inne urzędy państwowe. Został on również zachowany dla celów statystycznych.

## Miejscowości powiatu Karviná
Pogrubioną czcionką wyróżniono miasta:
- Błędowice Górne – uprzednio (do 31 grudnia 2006) powiat Frydek-Mistek
- Bogumin
- Cierlicko
- Czeski Cieszyn
- Dąbrowa
- Dziećmorowice
- Hawierzów
- Karwina
- Kocobędz
- Lutynia Dolna
- Olbrachcice
- Orłowa
- Pietrzwałd
- Piotrowice koło Karwiny
- Rychwałd
- Stonawa
- Sucha Górna

## Struktura powierzchni
Według danych z 31 grudnia 2003 powiat miał obszar 347,27 km², w tym:
- użytki rolne - 50,77%, w tym 68,82% gruntów ornych
- inne - 49,23%, w tym 28,56% lasów
- liczba gospodarstw rolnych: 297

## Demografia
Dane z 31 grudnia 2003:
| Opis        | Ogółem  | Kobiety       | Mężczyźni     |
| ----------- | ------- | ------------- | ------------- |
| populacja   | 276 323 | 140 377 50,8% | 135 946 49,2% |
| średni wiek | 38,5    | 40,26         | 37,21         |

- gęstość zaludnienia: 796,32 mieszk./km²
- 88,93% ludności powiatu mieszka w miastach.

## Zatrudnienie
| Mieszkańcy ze stałym zatrudnieniem | 39 989       |
| Średnia pensja miesięczna          | 13 967 koron |
| Bezrobotni                         | 27 058       |
| Stopa bezrobocia                   | 20,4%        |

## Szkolnictwo
W powiecie Karwina działają:
| Rodzaj szkoły                   | Liczba szkół |
| ------------------------------- | ------------ |
| Przedszkola                     | 89           |
| Szkoły podstawowe               | 70           |
| Gimnazja                        | 8            |
| Szkoły średnie techniczne       | 20           |
| Szkoły średnie ogólnokształcące | 10           |
| Szkoły wyższe                   | 1            |

## Służba zdrowia
| Lekarze                               | 857 |
| Szpitale                              | 5   |
| Specjalistyczne ośrodki terapeutyczne | 1   |
| Gabinety dentystyczne                 | 123 |
| Apteki                                | 50  |